# Le Ranc
Pour les articles homonymes, voir Ranc.
Le Ranc est un sommet du massif du Meygal, culminant à 1 255 m d'altitude, dans le Velay en France.

## Toponymie
Anciennes mentions : Ranchus de Vesola (1290), Le Rand (carte d'état-major).
Ranc viendrait probablement d’un mot d’origine pré-celtique signifiant « roche escarpée » en occitan.

## Géographie

### Situation
La montagne se trouve à cheval entre les communes de Queyrières et du Pertuis dans le département de la Haute-Loire.

### Panorama

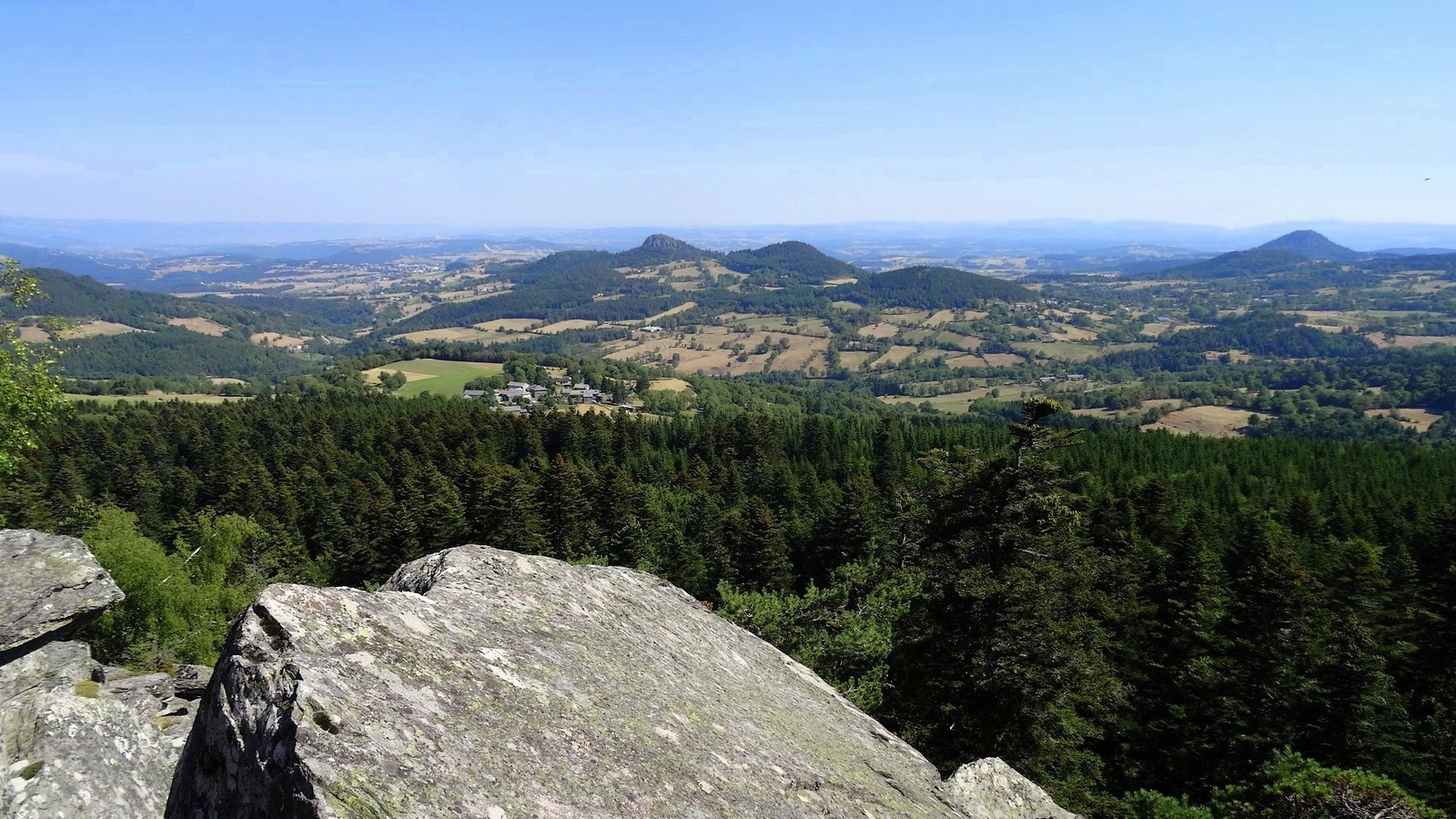
Panorama côté nord-est depuis le sommet du Ranc.

Du sommet, une vue s'ouvre sur le haut plateau du Mézenc, le Lignon, une grande partie du Pays des Sucs et du Meygal, et, en fonction de la clarté du ciel et de l'absence de brume, la vallée du Rhône, et les Alpes.

### Géologie
La montagne est un suc avec une formation géologique composée de phonolite.

## Randonnée
Le Ranc est accessible depuis le chemin qui longe par la gauche le mur du cimetière du Pertuis.